# Le Décor (album)
Albums de Stefie Shock
 Presque Rien Les Vendredis
Le Décor est le deuxième album du chanteur québécois Stefie Shock. Il est paru en 2003 et comporte 11 chansons.

## Liste des morceaux
1. Le décor
2. Un homme à la mer
3. L’amour dans le désert (Montuno, Baby)
4. Il, elle
5. Salut Chantal
6. Tout le monde est triste
7. Pas assez de toi
8. Les averses
9. La jardinière
10. Le Mile High Club
11. Le pied dansant